# Neoga
Neoga è un comune degli Stati Uniti d'America, situato nello Stato dell'Illinois, nella contea di Cumberland.